# Frauenreuth (Mähring)
Frauenreuth ist ein Dorf im oberpfälzischen Landkreis Tirschenreuth, nahe der Grenze zur Tschechischen Republik. Es liegt im Oberpfälzer Wald und ist ein Gemeindeteil des Marktes Mähring.

## Geschichte
Frauenreuth (Frowenrewth) wird 1135 zusammen mit Dippersreuth und Großkonreuth als nicht erbliches Lehen des Dipoldischen Ministerialen Gottfried von Wetterfeld (ministrialis ipsius marchionis Diepaldi) genannt. Im gleichen Jahr bestätigte Markgraf Diepold III. auf Bitten des Abtes Erchenger den Grundbesitz von Kloster Reichenbach in der regio Egere, zu dem auch Frauenreuth gehörte. Doch wurden auf Wunsch des Abtes die Dörfer Brunn und Frauenreuth gegen die dem Kloster näher gelegenen Ortschaften Perchtnersreuth, Netzstahl und Pfaffenreuth umgetauscht. Als Kaiser Friedrich I. am 20. September 1182 das Kloster unter seinen Schutz nahm, wurden in pago, qui dicitur Egere dem Kloster der Besitz an Frauenreuth bestätigt. Frauenreuth gehörte 1560 mit 14 Mannschaften (1622 mit 22) zum Gericht Großkonreuth. Die Filialkirche von Frauenreuth gehörte zur Pfarrei Wondreb. In dem im Richteramt Großkonreuth gelegene Frauenreuth wird eine Mühle mit einem Gang erwähnt. Seit 1808 gehört Frauenreuth zu der Ruralgemeinde Dippersreuth, Kirche und Schule waren in Großkonreuth. 1818 lebten in Frauenreuth 109 Personen in 13 Häusern, 1961 waren es 101 Personen in 15 Häusern.
In Frauenreuth wird vom 14. bis zum 16. Jahrhundert ein eisenverarbeitender Hammer, also ein Blech-, Draht-, Zain- oder Waffenhammer genannt. Der Hammer wurde vom Wasser des Frauenreuther Bachs, einem Zulauf der Wondreb, angetrieben.